# 日本右翼团体

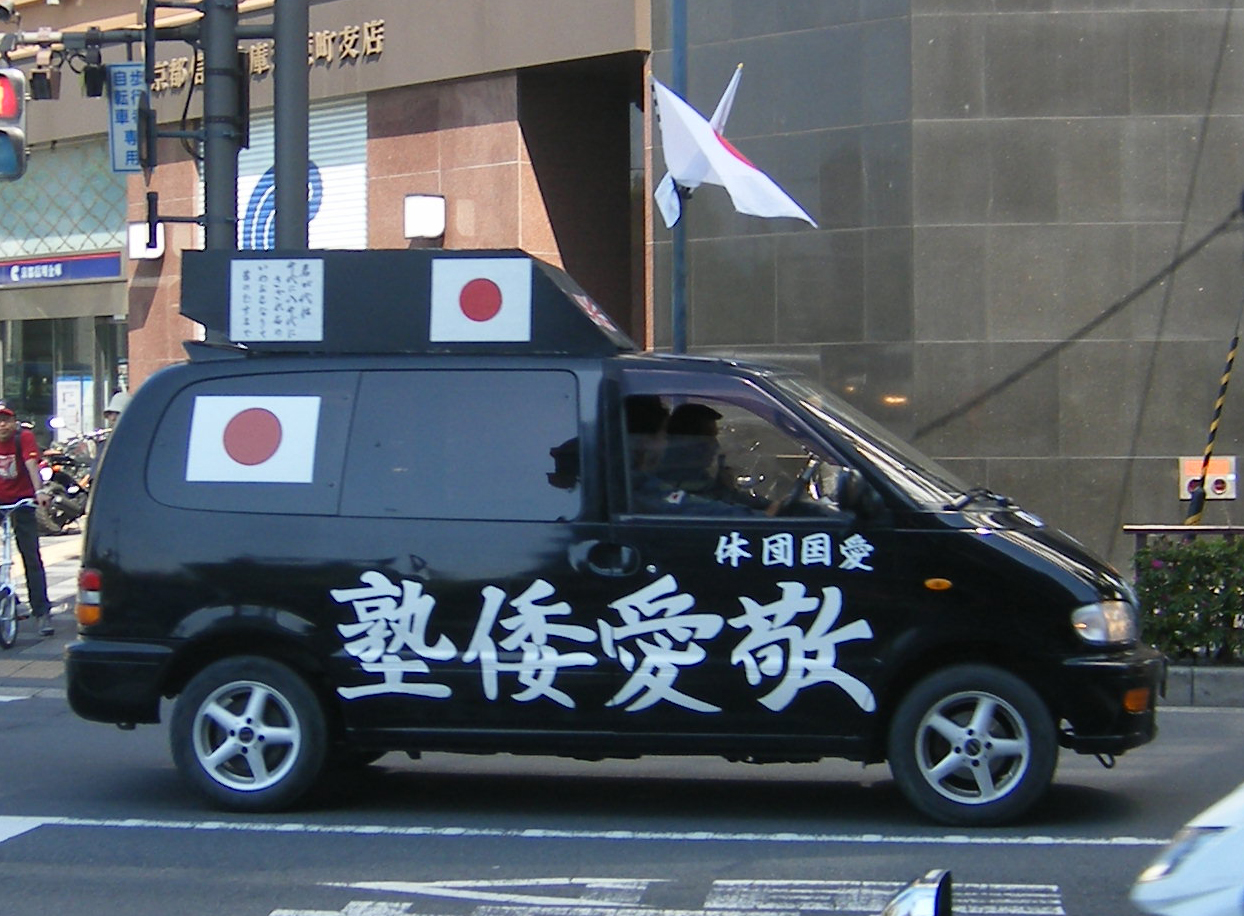
日本右翼团体“敬愛倭塾”的街宣车

日本右翼团体（又称日本右翼组织或日本右翼势力）是部分持日本民族主义觀點的右派组织。据警察厅统计，日本大约有1000多家右翼团体，成员总数大概有10万人。日本右翼团体對於過去戰爭歷史的侵略行為（尤其是第二次世界大战中的侵略行为）一直持否認或懷疑態度（如否认中国抗日战争中发生的南京大屠杀、否认存在慰安妇等），並支持日本政治人物公開參拜靖國神社。

## 主张与活动
日本右翼团体的政治信仰不完全相同，但有些共同点：都主张维护日本国体、敌视共产主义。由于南千岛群岛、獨島、釣魚台列嶼的领土纠纷等问题，因此右翼团体普遍敌视美國、俄羅斯、中華人民共和國、南韓、朝鲜。大多数的右翼团体不同程度地为日本在第二次世界大战的战争行为辩解，不承认日军战争罪行，並或提及日本在南洋的建設與投資所带来的贡献等；对在日本历史教科书上记载日军侵略行为持批判态度，包括南京大屠殺及中国大陆、台灣、韓國、東南亞慰安婦的人數問題，或否認其上述事實的存在。更極端的日本右翼团体不承认远东国际军事法庭和其它盟军法庭的合法性，并视靖国神社为供奉“昭和殉难者”的灵堂。一些右翼团体与极道有关联。
日本右翼团体使用很醒目的宣传车“街宣车”。街宣车一般由面包车、货车和巴士改装而成，装备有高音喇叭，涂有醒目的右翼团体名称或宣传口号。街宣车一般呈黑色、卡其色或草绿色，并印有菊花纹章、日本國旗日之丸和旭日旗。街宣车一般被右翼团体用来在中國、南韓、俄羅斯和美國的驻日大使馆、在日本朝鲜人总联合会和传媒机构外边进行游行示威，用喊話器播放宣传录音、或直接使用喊話器宣讲政治口号。街宣车有时也会在城市的街道或繁华的购物区搞宣传、播放日軍军歌或日本國歌〈君之代〉。由于現時的《日本國宪法》保护言论自由，日本警察很难、也幾乎不會拘留右翼团体，除非他們作出暴力等極端行為。
現今日本右翼團體主要支持自由民主黨，因為大政翼贊會是自民黨前身之一（立憲改進党 → 進步党 → 憲政本党 → 立憲国民党 → 立憲同志会 → 憲政会 → 立憲民政党 → 翼贊議員同盟 → 翼贊政治会 →大政翼赞会  → 日本進步党 → 民主党 → 国民民主党 → 改進党 → 日本民主党→自由民主黨）。
除了上述提及的因為領土爭議而敵視他國之外，大部分日本右翼分子所敵視的對象包括二戰時期的作戰國，例如英國、美國、蘇聯（及其後來的俄羅斯聯邦）、中國（中華民國和中華人民共和國），還包括激烈反對日本統治的前殖民地，韓國、北朝鮮、馬來西亞、印尼等等。日本右翼分子還會敵視日本國內的左翼分子和共產主義分子，日本共產黨也被右翼敵視。

## 评价
2013年11月26日，北京大學台灣研究院院長李義虎說，近年來，日本右翼勢力不斷膨脹，在侵略歷史、慰安婦、靖國神社及修憲等問題上接連製造事端，並公開質疑《開羅宣言》與《波茨坦公告》的法律效力，使日本同其他亞洲國家出現矛盾對抗之勢；國際社會依據《開羅宣言》與《波茨坦公告》對日本的處置，已經形成歷史公案、歷史定案，不是日本某些極右勢力想推翻就能推翻的。
2014年8月，聯合國消除種族歧視委員會（CERD）召開記者會，公布其審議日本落實《消除一切形式種族歧視國際公約》情況定期報告的意見。CERD表示，日本沒有制定禁止種族歧視的專門法律，使種族歧視受害者無法尋求適當的法律保護和賠償；對於日本政府認為類似法律可能與言論自由衝突，CERD委員安瓦爾·凱末爾（Anwar Kemal）說，「言論自由並不意味著放任可能導致部分人群遭到暴力侵害的仇恨言論和行為橫行」。CERD指出，日本部分極右翼團體或個人散播針對外國人或少數群體的仇恨言論、並肆意挑釁外國人，甚至有日本公務人員或政治人物發表仇恨言論，日本政府並沒有調查此類行為、也從未追究他們的責任（除了法律規定禁止者才會追查）。CERD委员指出，日本自2013年以来发生了360余起宣扬种族歧视的游行及演讲活动，包括日本内阁成员在内的部分高官作出意在误导日本民众和歪曲历史的种族主义言论、并四处散播中国威胁论，原因是日本没有制定反歧视法、也没有成立全国性的人权机构。
2014年8月16日，東洋大學副教授王雪萍說，二戰後的日本對軍國主義時代的日軍軍人和政治人物的清算不夠：戰後初期，很多日本舊政府的政治人物和軍人作為戰犯，曾被盟軍逮捕或公職追放；雖然他們之中一部分人在遠東國際軍事法庭中被判刑，但大部分人在冷戰深化的情況下得以獲得釋放，重返政界或軍界，對於自己推進的戰爭的反省自然不夠全面，更不可能從受害國的立場出發反省，而他們也就形成了日本戰後保守勢力和右翼的母體。
2015年3月15日，前日本外务省国际情报局局长孙崎享说，日本国内某些势力企图歪曲侵略历史，特别是在慰安妇问题與南京大屠杀问题上：在慰安妇问题上，一些人转移焦点至有无“强徵”慰安妇，企图以此否认慰安妇问题的存在；在南京大屠杀问题上，一些人质疑南京大屠杀的具体死亡人数，并企图以此否认南京大屠杀的存在。
2016年6月，中央研究院退休研究員郭譽申指出，二戰後的美國並未像「去納粹化」全面清除日本右翼勢力，此後日本右翼勢力潛伏在自民黨的大傘下持續影響及操控日本政治，「因此，至今很多日本人否認侵略戰爭、否認南京大屠殺和慰安婦，日本始終無法達到全面的轉型正義」。
2016年12月，女性战争与和平资料馆（女たちの戦争と平和資料館）馆长池田惠理子说，该馆曾对日本国内有关战争与和平主题的纪念馆进行过调查，发现没有一家国立纪念馆提及慰安妇问题，一些公立、县立、私立的纪念馆也只稍有提及；日本右翼势力认为“承认慰安妇问题和南京大屠杀”是自虐史观，在右翼势力的压力下，原本稍有提及慰安妇问题的纪念馆也撤下了相关内容。
2018年11月6日，東京大學教授阿古智子說，現在的日本，只有極右派人士才會希望天皇重新掌權；一般右翼人士只會強調天皇制度的重要性，但是他們只是想利用天皇。
2021年2月9日，台籍慰安婦對日訴訟義務律師團團長莊國明說，戰後日本沒有經過權力清洗，導致日本政壇長年被右翼勢力把持：當年美國為了自己的利益而包庇日本戰犯，使絕大多數該起訴、坐牢的戰犯都逍遙法外，政壇世襲使得「上一代是右翼，下一代也是」；而日本右翼勢力當然不願承認日軍戰爭罪行，只想繼續掌權，導致慰安婦議題在日本始終得不到伸張。
2022年7月8日，吉林大學國際關係研究所副所長孫興傑說，日本在安倍晉三首相任內加速右傾化，其中一個很重要的因素或動力就是安倍晉三與自民黨攪動日本民眾的不安全感；安倍晉三遇刺案並不意味著日本極右翼政治勢力遭受重擊，而是有可能加速日本的右傾化，可能使強硬政策與鷹派政客獲得更多的支持。

## 右翼团体列表

### 历史上的右翼团体
- 爱国社：成立于1928年（昭和3年），主要在大学中组织反共运动。1930年（昭和5年）11月14日，爱国社成员佐乡屋留雄在东京车站开枪试图暗杀日本首相滨口雄幸。[17]
- 玄洋社：由一秘密武士道团体发展而成的日本极端民族主义团体。该团体以复辟日本封建统治为宗旨，从事恐怖主义活动。1889年（明治22年）曾试图暗杀日本首相大隈重信。1895年（明治28年），在李氏王朝景福宫玉壶楼暗杀明成皇后。[18]该组织在东亚有广泛的特务和犯罪网络，第二次世界大战后被强行解散。
- 黑龙会：成立于1901年（明治34年），是个很有影响的半军事团体。黑龙会最初在朝鲜半岛、中国内陆、东三省、俄羅斯从事间谍活动，从最初的针对俄羅斯帝國，到后来的配合日军蚕食中国领土，后范围扩大到全球，成为日本主流政治中的规模不大但很有影响的极端民族主义势力。1946年（昭和21年）被强行解散。

### 传统右翼团体
- 大东塾：成立于1939年，是个教授神道、和歌和空手道的文化团体，主要从事以日本书纪中神武天皇即位之日为日本建国纪念之日和使用日本年号的活动。
- 大日本爱国党：成立于1951年，党首是原日本国会反战议员赤尾敏。该政党宣扬国家经济国有化，拥护日本天皇并强调加强与联合美国和韩国对付共产主义。大日本爱国党的街宣车同时印有美国国旗和日本国旗。赤尾敏还曾说竹岛（韩国称独岛）是妨碍日韩发展友谊的障碍，应该炸毁。1960年，大日本爱国党成员山口二矢刺杀了时任日本社会党党首浅沼稻次郎。
- 一水会：1972年，在“新右翼”运动中成立，[19]反对传统右翼团体的亲美态度。一水会视日本政府为美国的傀儡政权，主张日本的完全独立自主的政策。一水会认为，目前的联合国是第二次世界大战的遗物，应该建立新的联合国。一水会还强烈批评伊拉克战争和《京都议定书》。[20]

### 与极道相关的右翼团体
- 全日本愛國者團體會議：1960年代統合所有右翼勢力的一個大一統會議型組織。
- 日本青年社：1961年由指定暴力團住吉一家成立成员达2000，是日本較大的右翼团体之一。[21]自1978年以来，日本青年社已经在钓鱼岛建立了2座燈塔和1个神社。[22] 2000年6月，日本青年社的两名成员攻击了一家对皇太子妃雅子不敬的杂志办公楼。
- 日本皇民党：成立于1987年，是一家与稻川会有联系的右翼团体。[23] 日本皇民党在竹下登竞选日本首相时，曾使用20辆装有高音喇叭的街宣车进行恶搞，恶搞活动被金丸信叫停。但此次事件牵引出一系列政治丑闻，并最终使执政的自民党与犯罪集团相勾结的丑闻暴露出来。2004年4月，一日本皇民党成员驾驶日本皇民党街宣车冲撞中国驻大阪领事馆，肇事者被警方拘留。[24]
- 大行社：东京地区与稻川会有联系的右翼团体，成员有700人。[25]
- 正气塾：成立于1981年的长崎县右翼团体。[26] 制造过多起暴力事件。1991年，长崎市市长因说昭和天皇应对战争负责，险些被正气塾枪杀。
- 爱国道志会：极端民族主义团体。1977年，爱国道志会成员手持军火和日本刀包围了日本经济团体联合会，并挟持了8名人质。

### 其他右翼團體
- 日本遗族会
- 日本維新會：右翼民粹主義政黨，由前東京都知事石原慎太郎和大阪市長橋下徹領導。因兩人理念不契合，石原已於2014年8月離黨另組次世代黨。2016年8月23日維新黨離黨的議員再建立。
- 在特會：極端民族主义市民團体，由網路右翼出身的社會運動家櫻井誠領導。
- 主權恢復会
- 加油日本！全國行動委員會：由前航空自衞隊航空幕僚長田母神俊雄領導的右翼保守派政治運動市民團体，曾多次前往（日语：尖閣諸島）鄰近海域進行漁業活動和慰靈祭。
- 日本第一党：日本極右翼團體，2017年在APA酒店放置右翼書籍事件中成立，由樱井诚领导，在日本各地均有分部和街頭宣傳行动，其主要政治主張包括但不限於：
  - 日韩断交
  - 重新与中华民国（台湾）当局建交
  - 针对中国（大陆）人和韩国人进行人种、文化歧视
  - 反全球化
  - 全面禁止日本国内的中文、韩语表记
  - 与中国大陆对峙到底
  - 全力支持中国大陆內部的分離主義势力
  - 通过反间谍法与国歌法
  - 北朝鲜拉致者
  - 日本核武装化
  - 反对自民党、日本维新会等一般非极端右派团体
  - 惩治“国贼”
  - 脱离自虐史观
- 樱井诚曾经竞选过东京都知事，其后以3%的票数败选；从此以后，到目前为止，日本第一党没有参与过任何公开的政治选举活动。因为政治主张过于极端和偏激，樱井诚曾经多次与桥下彻等許多右派政治家爆发過激烈冲突。
- 行動派保守
- 表現的自由戦士

## 外部連結
- 「敗戦の日」に靖国神社で騒ぎ立てる右翼たちを分析整理 （页面存档备份，存于）（論評、全8頁）人民網日文版2013年8月16日